# Sebhel
Sebhel (aussi Sib'il, Sebaail, Sebeel, en arabe : سبعل) est un village libanais, à 140 km au nord-est de Beyrouth, dans le District de Zghorta (gouvernorat du Nord-Liban).
Le nom du village, dérivé de la langue phénicienne, signifie «le feu du maître» ou «ce qui appartient au maître».
Sa population est maronite catholique.